# Geschwisterliebe (Lied)
Geschwisterliebe ist ein Lied der Berliner Punkrock-Band Die Ärzte, geschrieben und komponiert von Farin Urlaub. Der Text des 1986 veröffentlichten Liedes beschreibt den Geschlechtsverkehr zwischen einem Bruder und seiner 14-jährigen Schwester. Anfang 1987 wurde das dazugehörige Album Die Ärzte auf Grund des Liedes indiziert. Die Bundesprüfstelle für jugendgefährdende Schriften gab in ihrer Begründung an, das im Lied angedeutete „inzestuöse Verhältnis“ werde „verherrlicht und propagiert“. Ferner sei das Lied dazu geeignet, „Jugendliche sexualethisch zu desorientieren“.
Damit darf das Lied in Deutschland bis heute weder öffentlich aufgeführt, beworben, noch Jugendlichen unter 18 Jahren zugänglich gemacht werden.

## Beschreibung des Liedes

### Besetzung
- Gitarre, Gesang: Farin Urlaub
- Bass: Manfred Praeker
- Schlagzeug: Bela B.

### Inhalt
Das Lied behandelt die sexuelle Beziehung des Protagonisten zu seiner 14-jährigen Schwester. Die Eltern sind ausgegangen, und die Geschwister sind allein zu Hause. Nachdem über zwei der drei Strophen die Vorfreude auf den geschwisterlichen Geschlechtsverkehr zum Ausdruck kommt, wird in der dritten Strophe der eigentliche Geschlechtsakt beschrieben.

### Musik
In Geschwisterliebe werden lediglich fünf Gitarrenakkorde (a-Moll, G-Dur, F-Dur, E-Dur und d-Moll) in einem 6/8-Takt gespielt. Das Lied umfasst drei Strophen, der Refrain, der aus der sich wiederholenden Zeile „Das befriedigt meine Triebe, Geschwisterliebe, Geschwisterliebe“ besteht, wird nur ganz am Schluss gespielt. Nach der zweiten Strophe folgt ein kurzes Gitarrensolo; die dann folgende Strophe beginnt sehr leise. Die Strophen enden allesamt auf dem Wort „flachlegen“, allerdings auch in konjugierter Form.

## Entstehung, Produktion und Veröffentlichung
Geschrieben wurde Geschwisterliebe von Farin Urlaub 1979, im Alter von 15 Jahren.
Geschwisterliebe war schon seit längerer Zeit fester Bestandteil des Live-Programms der Band. Die Ärzte hatten zunächst durchaus Bedenken, das Lied zu veröffentlichen, da sie dachten, sie würden damit zu weit gehen. Ein Mitarbeiter der Plattenfirma CBS meinte jedoch, dass auch das grenzwertige Lied Claudia hat ’nen Schäferhund vonseiten der Bundesprüfstelle für jugendgefährdende Schriften nicht beanstandet wurde (was sich später änderte), und ermutigte die Ärzte, auch Geschwisterliebe zu veröffentlichen.
Die Aufnahmen fanden nicht im Tonstudio statt, in dem Die Ärzte gerade an ihrem Album Die Ärzte arbeiteten, sondern in einer benachbarten Halle unter Live-Bedingungen. Der Bassist der Ärzte Sahnie spielt auf der Aufnahme nicht, da sich vor Beginn der Aufnahmen die Band von ihm getrennt hatte. Bass spielte daher – wie auch bei allen anderen Liedern des Albums Die Ärzte – der Produzent Manfred Praeker.
Geschwisterliebe erschien zunächst nur in gekürzter Form auf einer so genannten Flexi-Disk, die der Zeitschrift Musikexpress/Sounds beilag. In voller Länge wurde das Lied 1986 auf dem Album Die Ärzte veröffentlicht. Farin Urlaub dankte im Booklet seiner jüngeren Halbschwester mit Bezug auf das Lied („Danke an […] für prima Geschwisterliebe“).

## Indizierung
Infolge der Beschwerde einer Mutter aus Witten beantragte das Jugendamt Essen am 18. Dezember 1986 bei der Bundesprüfstelle für jugendgefährdende Schriften die Indizierung des Albums Die Ärzte. Die Bundesprüfstelle für jugendgefährdende Schriften befasste sich mit dem Album und indizierte es am 27. Januar 1987 aufgrund des Liedes Geschwisterliebe. Als Begründung wurde ausgeführt, dass der Titel „geeignet ist, Jugendliche sexualethisch zu desorientieren“. Ein inzestuöses Verhältnis werde „verherrlicht, verharmlost und propagiert und durch die eingängige Melodie nachdrücklich und einprägsam unterstrichen“.
Die Indizierung des Albums bedeutet, dass es nicht mehr an Personen unter 18 Jahren verkauft und nicht mehr öffentlich beworben werden darf, d. h. insbesondere, dass das Album im Einzelhandel nicht ausgelegt werden darf; ein Verkauf ist nur auf explizite Anfrage hin und nur an volljährige Personen erlaubt. Das Verbot der öffentlichen Bewerbung schloss auch ein Aufführungsverbot auf Konzerten ein.
Die Bundesprüfstelle für jugendgefährdende Schriften überprüfte ungewöhnlich hart die Einhaltung der Verbote. Noch im Handel angebotene Schallplatten wurden beschlagnahmt. Nachdem es Minderjährigen gelungen war, das indizierte Album zu erwerben, wurden Strafverfahren gegen verschiedene Schallplattenhändler eingeleitet.
Im Zuge der erhöhten Aufmerksamkeit um die Band wurden weitere Werke der Band überprüft und das Album Debil wurde am 10. Juni 1987 wegen der enthaltenen Lieder Schlaflied und Claudia hat ’nen Schäferhund ebenfalls indiziert.
Im Jahr 2004 wurden alle drei indizierten Lieder durch die mittlerweile umbenannte Bundesprüfstelle für jugendgefährdende Medien erneut geprüft. Die Indizierung für Geschwisterliebe wurde beibehalten, für die anderen beiden Lieder aufgehoben.

### Folgen für Die Ärzte
Das Vorgehen der Bundesprüfstelle führte dazu, dass einige Schallplattenhändler, darunter die Karstadt-Kette, nicht nur das indizierte Album, sondern sämtliche Tonträger der Band retournierten. Auch im Radio wurden eine Zeit lang keine Lieder der Ärzte mehr gespielt.
Auch die Konzertveranstalter waren durch die Indizierung verunsichert und sagten mehrere Konzerte der damals anstehenden Tournee der Band ab. Bei einem Konzert war z. B. der Eintritt erst ab 18 Jahren gestattet. Vor den Konzerthallen kam es vereinzelt zu Demonstrationen gegen die Ärzte und zu Infoständen politischer Parteien.
Laut Farin Urlaub war die Band nach der Indizierung ein dreiviertel Jahr lang nahezu ohne Einkommen und diskutierte sogar ihre Auflösung.

### Erneute Veröffentlichung indizierter Lieder
Konfrontiert mit der Tatsache, dass zwei der drei bislang veröffentlichten Alben nicht frei erhältlich waren, versuchten die Ärzte die Indizierung auch als Mittel zur Werbung zu nutzen. 1987 wurde im Zuge der Veröffentlichung des Best-Of-Albums Ist das alles? auch ein zusätzliches Mini-Album im 10″-Format veröffentlicht, auf dem sämtliche indizierten Lieder der Band zu hören sind. Damit wurde eine erneute Indizierung forciert. Um der Indizierung zuvorzukommen, betitelten sie dieses kleine Album von vornherein mit Ab 18 und versahen es mit einer Verkaufswarnung. Schon wenige Tage nach Veröffentlichung wurde es ebenfalls indiziert, einen Monat später auch die Textbeilage.

### Instrumentalaufführung im Fernsehen
Während der Herbsttournee 1987 traten die Ärzte im Rahmen einer Fernsehproduktion live für die Sendung Live aus dem Alabama auf. Das Aufführungsverbot von Geschwisterliebe veranlasste Bela B. zu folgender Ansage:

„Wenn ihr dieses Lied singt, macht ihr euch strafbar, und das wollen wir nicht, nein. Ihr habt eure Jugend noch vor euch, ihr seid so jung. Macht eine Bankkaufmannslehre oder werdet drogenabhängig, aber singt nicht dieses Lied. […] Mit eurem heiligen Versprechen, dass ihr das Lied nicht singt, spielen wir es jetzt.“

Die Ärzte spielten nach dieser Ansage das Lied instrumental, und das Publikum sang lauthals den Text. Da dieser Auftritt live im Fernsehen zu sehen war, folgten Beschwerden von Zuschauern, die unter anderem aber auch darauf zurückzuführen waren, dass während des direkt übertragenen Teils des Konzertes Anspielungen auf den tags zuvor tot aufgefundenen Politiker Uwe Barschel ihren Weg in die Ansagen fanden – so auch die ironische Behauptung, dass man Barschel getötet habe, weil er Geschwisterliebe gesungen habe.
Nach diesem medienwirksamen Auftritt waren Konzerte der Band Zielscheibe von Frauenorganisationen, Jugendämtern, der Boulevardpresse und Polizeibehörden. Im Zuge eines Auftritts in Regensburg, wo sie das Publikum wiederholt und explizit aufforderten, Geschwisterliebe nicht zu singen, wurden die Ärzte zu einer Geldstrafe von insgesamt 1.500 DM (500 DM je Bandmitglied) verurteilt, da das Gericht die Ernsthaftigkeit der Aufforderung nicht gegeben sah. Als Bemessungsgrundlage für die Höhe der Geldstrafe wurde das Monatseinkommen der Band vom Gericht auf 1.500 DM geschätzt. Die Band widersprach dieser Schätzung wider besseres Wissen nicht.

## Veröffentlichungen
Das Lied Geschwisterliebe erschien – in verschiedenen Fassungen – auf folgenden Die-Ärzte-Tonträgern:
- 1986: Die Ärzte (Album)
 Hier in der indizierten Fassung.
- 1987: Gehn wie ein Ägypter (Single)
 Hier auf der B-Seite als Instrumental-Version unter dem Titel „…liebe“
- 1987: Ab 18 (Mini-Album)
 Hier in der indizierten Fassung
- 1988: Nach uns die Sintflut (Live-Album)
 Hier in Form einer einseitigen Bonus-Single mit einer vom Publikum gesungenen Live-Version unter dem Namen Der Ritt auf dem Schmetterling (nur bei der Erstauflage der CD beigelegt).[5] Diese Fassung ist auch bei den gängigen Streaming-Portalen frei verfügbar.

Das Lied Omaboy, das 1993 auf dem Album Die Bestie in Menschengestalt veröffentlicht wurde, enthält ein kurzes Sample aus Geschwisterliebe.

### Neu-Veröffentlichung als „Frühjahrsputz“
In einem Songbook, das das gesamte Repertoire der Ärzte umfasste, fehlte Geschwisterliebe. Stattdessen war der gesamte Text durch einen neuen Text, der vom Frühjahrsputz handelt, ersetzt.
Bei späteren Veröffentlichungen des Albums Die Ärzte erschien eine textlich deutlich veränderte Fassung von Geschwisterliebe, die es ermöglichte, das Album ohne Indizierung wieder zu vertreiben. Zur Melodie von Geschwisterliebe singt Farin Urlaub nun vom „Frühjahrsputz“. Er verwendet hierbei anstatt des sich wiederholenden Wortes „flachlegen“ nunmehr „Dach fegen“. Im Refrain heißt es anstatt „Das befriedigt meine Triebe, Geschwisterliebe, Geschwisterliebe“ nun „Das beseitigt jeden Schmutz, der Frühjahrsputz, der Frühjahrsputz.“